# Straßlach-Dingharting
Straßlach-Dingharting är en kommun och ort i Landkreis München i Regierungsbezirk Oberbayern i förbundslandet Bayern i Tyskland. Den tidigare kommunen Dingharting uppgick i Straßlach 1 maj 1978 och namnet ändrades till det nuvarande 1989.